# ОФК Жарково
OФК Жарково је фудбалски клуб из Београда, основан 1925. године.
Екипа се у сезони 2009/10. такмичила у Београдској зони када је успела да заузме прво место и обезбеди прелазак у виши ранг, па се од сезоне 2010/11. константо такмичи у Српској лиги Београд, трећем такмичарском нивоу српског фудбала.
Напокон у сезони 2017/18. екипа доминантном игром успева да освоји прво место у Српској лиги Београд и тако напокон после низа одличних сезона када им је прелазак у виши ранг измицао за длаку, успева да испуни дугогодишњи сан и пласира се у Прву лигу Србије која представља други по јачини ранг такмичења у српском фудбалу.
Боја клуба је плаво - бела. Стадион Жаркова се налази у истоименом београдском насељу, у насељу Беле Воде.

## Историја
Започевши свој развој давне 1925. ФК Жарково је врло брзо постао препознатљив по сопственој фудбалској школи.
Прво име клуба пре Другог светског рата било је Жарковачки соко клуб Југославија - Жарково. Од 1934. године носи назив Жарковачки Соко клуб - Жарково, да би 1941. године променио име у Фудбалски клуб Жарково.
У сезони 2010/11. својој првој сезони у Српској лиги Београд екипа заузима 12. место и то победом у последњем колу над екипом Графичара у директној борби за опстанак, и тако успева да избегне експресни повратак у нижи ранг. Следеће сезоне 2011/12 екипа успева да се консолидује и заузима високо 4. место.
У сезони 2012/13. екипа поново за само један бод успева да избегне испадање из лиге, и такмичење завршава на 11. позицији, да би већ наредне сезоне 2013/14. направила највећи успех до тада заузевши на 2. месту, одмах иза екипе Колубара из Лазаревца, али како само шампион обезбеђује прелазак у виши ранг, остаје да се такмичи и даље у Српској лиги Београд. Сезоне 2014/15. је поново уследила једна лоша такмичарска сезона и екипа на крају завршава као 10. пласирана.
Наредне две сезоне 2015/16. и 2016/17. екипа завршава на 4. позицији на табели, чиме понавља резултат из сезоне 2011/12.
У новијој историји највећи успех остварили су у Купу Србије у сезони 2016/17. Они су прво у претколу савладали Лозницу након пенала са 4:3, да би у првом колу направили изненађење победом над суперлигашем из Горњег Милановца Металцем. Након регуларног дела било је 2:2, да би бољим извођењем једанаестераца 5:4 Жарковчани су прошли у осмину финала где их је чекао Партизан. Против Партизана су пружили жесток отпор и на полувремену је било 0:0. У наставку је искуснија екипа Партизана са два постигнута гола Валерија Божинова прошла у наставак такмичења.
У сезони 2017/18. екипа доминантном игром успева да освоји прво место у Српској лиги Београд и тако напокон после низа одличних сезона када им је прелазак у виши ранг измицао за длаку, успева да испуни дугогодишњи сан и пласира се у Прву лигу Србије која представља други по јачини ранг такмичења у српском фудбалу.

## Новији резултати
| Сезона   | Ранг | Лига                | Позиција | ИГ | Д  | Н  | П  | ГД | ГП | ГР  | Бод     | Куп                  |
| -------- | ---- | ------------------- | -------- | -- | -- | -- | -- | -- | -- | --- | ------- | -------------------- |
| 2009/10. | 4    | Београдска зона     | 1.       | 34 | 27 | 4  | 3  | 66 | 20 | +46 | 85      | Није се квалификовао |
| 2010/11. | 3    | Српска лига Београд | 12.      | 29 | 9  | 11 | 9  | 35 | 30 | +5  | 38      | Није се квалификовао |
| 2011/12. | 3    | Српска лига Београд | 4.       | 30 | 14 | 5  | 11 | 37 | 26 | +11 | 47      | Није се квалификовао |
| 2012/13. | 3    | Српска лига Београд | 11.      | 30 | 10 | 4  | 16 | 35 | 49 | -14 | 34      | Није се квалификовао |
| 2013/14. | 3    | Српска лига Београд | 2.       | 30 | 14 | 9  | 7  | 45 | 38 | +7  | 51      | Није се квалификовао |
| 2014/15. | 3    | Српска лига Београд | 10.      | 30 | 12 | 5  | 13 | 40 | 38 | +2  | 41      | Није се квалификовао |
| 2015/16. | 3    | Српска лига Београд | 4.       | 30 | 14 | 9  | 7  | 40 | 38 | +2  | 51      | Није се квалификовао |
| 2016/17. | 3    | Српска лига Београд | 4.       | 30 | 14 | 7  | 9  | 53 | 36 | +17 | 49      | Осмина финала        |
| 2017/18. | 3    | Српска лига Београд | 1.       | 30 | 25 | 3  | 2  | 71 | 19 | +52 | 78      | Није се квалификовао |
| 2018/19. | 2    | Прва лига Србије    | 11.      | 37 | 14 | 9  | 14 | 42 | 44 | -2  | 31 (51) | Није се квалификовао |
| 2019/20. | 2    | Прва лига Србије    | 9.       | 30 | 10 | 10 | 10 | 35 | 36 | -1  | 40      | Шеснаестина финала   |
| 2020/21. | 2    | Прва лига Србије    | 6.       | 34 | 16 | 5  | 13 | 35 | 34 | +1  | 53      | Шеснаестина финала   |
| 2021/22. | 2    | Прва лига Србије    | 6.       | 37 | 14 | 7  | 16 | 40 | 41 | -1  | 49      | Шеснаестина финала   |
| 2022/23. | 4    | Београдска зона     | —        | —  | —  | —  | —  | —  | —  | —   | —       | Шеснаестина финала   |

## Тренутни састав
Ажурирано 5. марта 2022.
| Бр. |           | Позиција | Играч              |
| --- | --------- | -------- | ------------------ |
| 1   | Србија    | Г        | Александар Вулић   |
| 3   | Србија    | О        | Ален Муса          |
| 4   | Србија    | О        | Марко Илић         |
| 5   | Србија    | О        | Милан Делевић      |
| 6   | Црна Гора | О        | Мирко Миликић      |
| 7   | Србија    | С        | Лазар Мићић        |
| 8   | Србија    | С        | Милош Николић      |
| 9   | Србија    | С        | Саша Манић         |
| 10  | Србија    | С        | Страхиња Јовановић |
| 11  | Србија    | Н        | Давид Ивић         |
| 12  | Србија    | Г        | Лука Крстовић      |
| 13  | Србија    | С        | Немања Милошевић   |
| 14  | Србија    | С        | Филип Маркишић     |
| 15  | Србија    | О        | Петар Ристић       |

| Бр. |        | Позиција | Играч              |
| --- | ------ | -------- | ------------------ |
| 17  | Србија | О        | Немања Милуновић   |
| 18  | Србија | Н        | Исмаил Међедовић   |
| 19  | Србија | С        | Илија Спасић       |
| 20  | Србија | С        | Јован Кокир        |
| 21  | Србија | Н        | Стефан Денић       |
| 22  | Србија | С        | Марко Стојановић   |
| 23  | Србија | О        | Филип Средојевић   |
| 24  | Србија | С        | Вања Илић          |
| 27  | Србија | С        | Марко Миленковић   |
| 32  | Србија | Н        | Кристијан Ђурђевић |
| 33  | Србија | О        | Деспот Обреновић   |
| 50  | Србија | О        | Никола Дукић       |
| 71  | Србија | Г        | Мартин Родаљевић   |
| 77  | Србија | Н        | Дамјан Достанић    |